# Ambrosetti (Santa Fe)
Ambrosetti es una localidad y comuna del departamento San Cristóbal, en la provincia de Santa Fe, Argentina, a 270 km de la ciudad de Santa Fe. Está sobre la RP 38.

## Población
Cuenta con 1,303 habitantes (Indec, 2010), lo que representa un descenso frente a los 1,355 habitantes (Indec, 2001) del censo anterior.
| Gráfica de evolución demográfica de Ambrosetti entre 1991 y 2010 |
|                                                                  |
| Fuente: Censos nacionales del INDEC                              |

## Localidades y Parajes

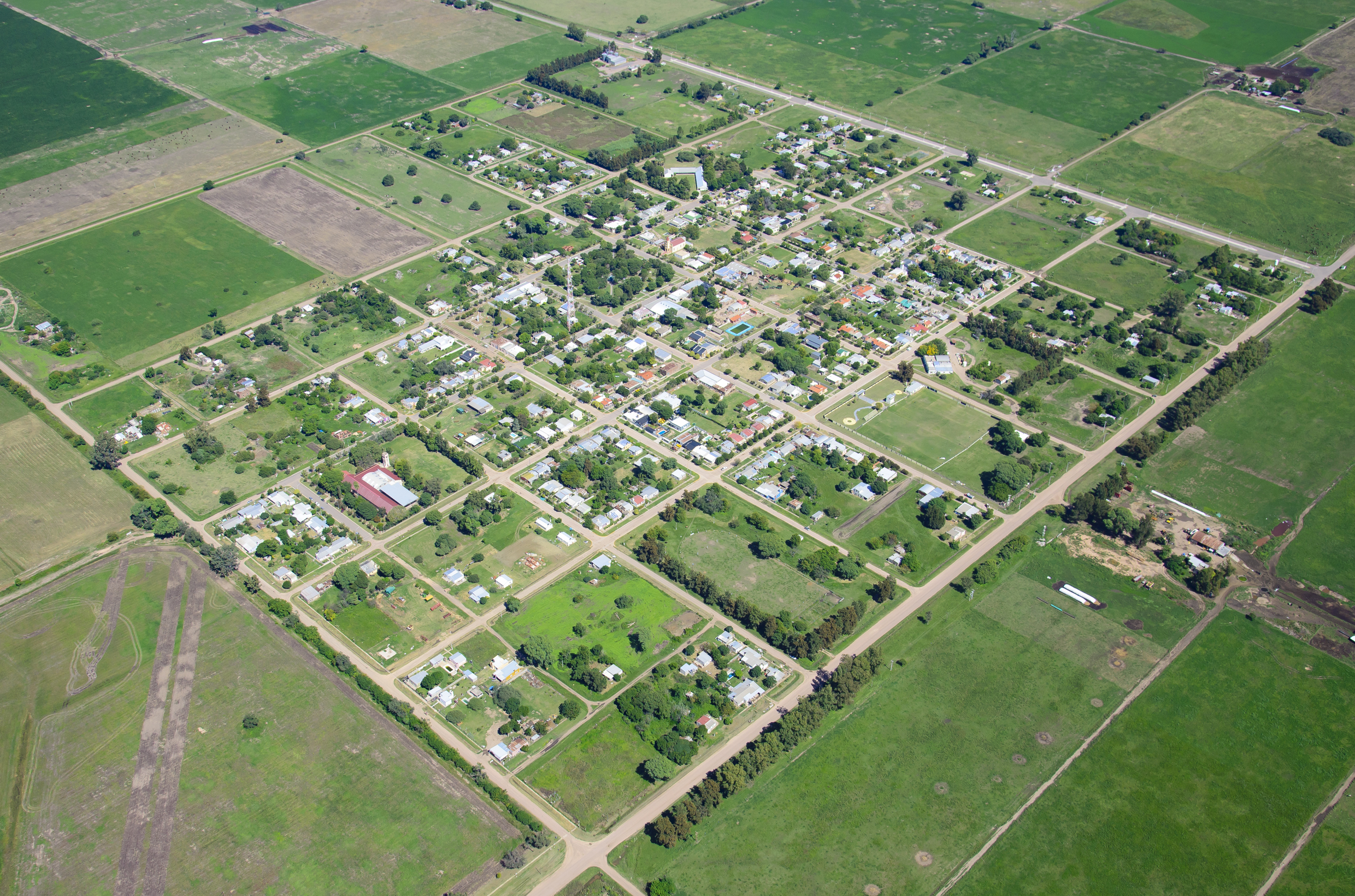
Vista aérea de la localidad de Ambrosetti en la provincia de Santa Fe, Argentina

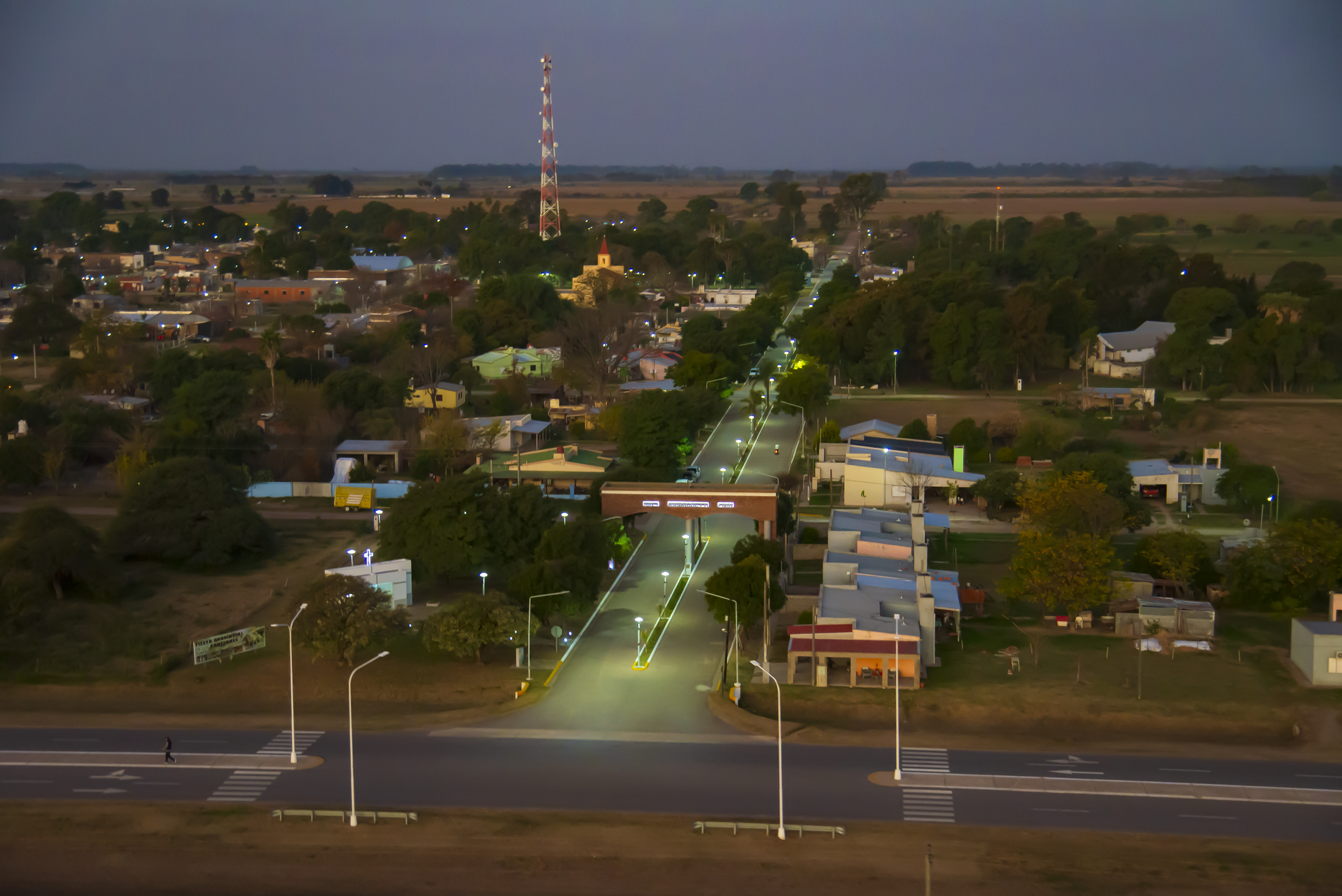
Vista aérea de la localidad de Ambrosetti en la provincia de Santa Fe, Argentina

- Ambrosetti
- Parajes
  - Campo La Indiana
  - El Paraguaycito
  - La Cella
  - Monte Los Indios
  - Paraje A. Rodríguez

## Creación de la Comuna
- 4 de octubre de 1912

## Entidades Educativas
- Escuela Secundaria Técnica N.º 2052 "Dr. Alcides Edgardo Rivero"
- Escuelas Primarias:

- N.º 6129  "Maestro Pedro Clelio Villaverde" de jornada completa con albergue. Fundada en 1911
- N.º 554 "Bernardino Rivadavia"
- C.E.R. N.º 274
- C.E.R. N.º 424
- C.E.R. N.º 237

## Medios de Comunicación
- FM Ambrosetti 103.1 - www.fmambrosetti.com.ar

- Radio Comunal Ambrosetti 88.1 - www.radiocomunal.com.ar

## Entidades Deportivas
- Club Atlético San Lorenzo.

## Televisión
- T.V. Cable Canal 2 - Multimedio San Guillermo
- DirecTv